# 豊島区立元池袋史跡公園
豊島区立元池袋史跡公園（としまくりつもといけぶくろしせきこうえん）は、東京都豊島区西池袋にある公園。

## 概要
- 1998年4月開園。
- 弦巻川の水源の池である丸池（袋池とも）を擁した元池袋公園が、現在の池袋デュープレックスタワーの敷地内にあったが、下水道工事のための土地交換により廃止され、それに伴い丸池も完全に埋め立てられた。しかし、池袋の地名の由来とされる丸池が存在したことを後世に残しそれを偲ぶため、東に隣接する現在の地に"史跡"公園として再び開園した[1]。
- 弦巻川は丸池に端を発し、びっくりガード南側 - オリナスふくろうの杜南側 - 鬼子母神北側 - 東京音楽大学南側 - 不忍通り - 音羽通り - 江戸川橋駅 - 神田川と流路を作っていた。
  - 文京区目白台と豊島区雑司が谷との区界も兼ねており現在は弦巻通りとして暗渠になっている。菊池寛の旧宅も流域にあり日本大学豊山高等学校に向かって大塚先儒墓所付近からの流水と合流する。
- 成蹊学園の創立の地でもあり記念碑が建っている。
- 園内は夜間ライトアップされるので公園というより装飾建築に近い。また旧丸池の跡にちなみ小さな噴水が整備されている。障壁はなくベンチも少ない。東側にメトロポリタンプラザがあるので車の混雑も激しい。滞在するのは北側の池袋西口公園のほうが適している。